# Hydriastele kasesa
Hydriastele kasesa là loài thực vật có hoa thuộc họ Arecaceae. Loài này được (Lauterb.) Burret mô tả khoa học đầu tiên năm 1937.